# Roshel Senator
Le Roshel Senator est un véhicule blindé polyvalent conçu et fabriqué au Canada par Roshel Defence Solutions. Principalement utilisé pour des opérations militaires, policières et d’urgence, il offre une combinaison impressionnante de protection, de mobilité et d’adaptabilité.( entré en service en 2018.)

## Équipement
Il est fabriqué au Canada par Roshel (Roshel Smart Armored Vehicles) sur la base d'un chassis Ford F-550.
- Protection     balistique avancée : Avec un blindage répondant aux normes CEN B7, le     Senator peut résister à des projectiles de gros calibre et dispose d’une     protection renforcée contre les explosions grâce à un châssis en V qui     dévie l’énergie des explosions vers les côtés, minimisant ainsi les     risques pour les passagers.
- Mobilité : Équipé d’un moteur diesel V8 de 6,7 L et d’une transmission automatique     à 10 vitesses, il peut atteindre une vitesse de 110 km/h tout en     transportant jusqu’à 12 passagers. Il est également performant en terrain     accidenté grâce à son système 4x4 et ses pneus résistants aux     perforations.
- Technologies     avancées : Les versions modernes incluent des systèmes de     communication et de surveillance, un filtrage contre les menaces NRBC     (nucléaires, radiologiques, biologiques, chimiques), et des options de     personnalisation pour s’adapter à des missions spécifiques[2].

## Pays utilisateurs
- États-Unis : 
  - NASA
- Canada
- Bosnie-Herzégovine
- Ukraine[3].